# Günter Meißner
Günter Meißner (* 3. Juli 1936 in Hannover; † 19. November 2015) war ein deutscher Kunsthistoriker, der als Chefredakteur und Herausgeber des Allgemeinen Künstlerlexikons bekannt wurde.

## Leben
Günter Meißner studierte am Kunsthistorischen Institut der Universität Leipzig, hier erhielt er 1958 sein Diplom und wurde 1962 mit einer Dissertation über den Maler Hans Baluschek promoviert. Anschließend war er am Institut Assistent und Oberassistent.
Seit dem 1. Januar 1969 arbeitete er für den Verlag E. A. Seemann in Leipzig am Projekt des Allgemeinen Künstlerlexikons und übernahm die Leitung der zwölfköpfigen Redaktion, die 1976 auf 25 Mitarbeiter aufgestockt wurde. Der erste Band erschien 1983. Er blieb Leiter der Redaktion bis 1992 und Mitherausgeber bis zu seinem Tode.
Neben seiner Arbeit am Allgemeinen Künstlerlexikon verfasste er zahlreiche kunstwissenschaftliche Bücher, darunter Monographien zu zeitgenössischen Malern wie Hans Baluschek, Rudolf Bredow, Max Liebermann, Otto Engelhardt-Kyffhäuser, Werner Tübke und anderen. Er publizierte auch in der Presse, u. a. in Bildende Kunst.
Meißner gehörte zum Reisekader der DDR. 1978 erhielt er den Kunstpreis der Stadt Leipzig.

## Buchpublikationen Meißners (Auswahl)
- Leipziger Künstler der Gegenwart. E. A. Seemann, Leipzig, 1975, S. 240

- Max Liebermann. Seemann, Leipzig, 2008, ISBN 3-86502-173-5.